# Bryan Singer
Bryan Jay Singer (New York, 1965. szeptember 17. –) amerikai filmrendező, producer.

## Élete
Singer zsidó és nyíltan vállalja bixeszualitását; állítása szerint kisebbségi élettapasztalata filmjeiben is megmutatkozik.
A Közönséges bűnözők (The Usual Suspects) című játékfilmjével szerzett hírnevet magának, 1995-ben. A produkció komoly szakmai és üzleti siker lett, többek között két Oscar-díjat is kapott (Kevin Spacey a legjobb mellékszereplőnek, Christopher McQuarrie a legjobb eredeti forgatókönyv írójának járó díjat kapta meg), pedig az akkor huszonnyolc éves Singer mindössze 35 forgatási nap alatt és nagyjából 6 millió dollárból készítette el a filmet. Singer harmadik filmje, az Eminens (Apt Pupil) 1997-ben készült, melynek főszereplői Ian McKellen, Brad Renfro, Bruce Davison és David Schwimmer voltak. A történet egy tizenhat éves diákról szól, aki felfedezi, hogy egy náci háborús bűnös éldegél csendesen a városban. A film számos díjat és nevezést kapott.
Bryan Singer gyerekkora óta a film bűvöletében él, első filmjeit még tizenévesen készítette, 8 mm-es anyagra. Tanulmányait a New York-i School of Visual Artsban kezdte, majd Los Angelesben, a University of Southern Californian fejezte be. A 16 mm-es filmre forgatott, 25 perces Lion's Den főszerepét gyerekkori barátja, Ethan Hawke vállalta, és ennek sikere hozta magával a lehetőséget Singer számára első nagyjátékfilm elkészítéséhez.
Forgatókönyvírója, producere és rendezője is volt egy személyben a Public Access című filmnek, amely 1993-ban a Sundance Filmfesztivál zsűrijének nagydíját nyerte el.

## Filmográfia

### Film
Filmrendező, forgatókönyvíró és filmproducer
| Év   | Magyar cím                                      | Eredeti cím                                        | Feladatkör | Feladatkör | Feladatkör | Megjegyzések                      |
| Év   | Magyar cím                                      | Eredeti cím                                        | Rendező    | Producer   | Író        | Megjegyzések                      |
| ---- | ----------------------------------------------- | -------------------------------------------------- | ---------- | ---------- | ---------- | --------------------------------- |
| 1988 |                                                 | Lion's Den                                         | Igen       | Igen       | Igen       | rövidfilm                         |
| 1993 |                                                 | Public Access                                      | Igen       | Igen       | Igen       |                                   |
| 1995 | Közönséges bűnözők                              | The Usual Suspects                                 | Igen       | Igen       | Nem        |                                   |
| 1998 | Stephen King: Az eminens                        | Apt Pupil                                          | Igen       | Igen       | Nem        |                                   |
| 1998 |                                                 | Burn                                               | Nem        | Igen       | Nem        |                                   |
| 2000 | X-Men – A kívülállók                            | X-Men                                              | Igen       | Nem        | Sztori     |                                   |
| 2003 | X-Men 2.                                        | X2                                                 | Igen       | Vezető     | Sztori     |                                   |
| 2006 | Superman visszatér                              | Superman Returns                                   | Igen       | Igen       | Sztori     |                                   |
| 2006 | Nézd, fent az égen! – Superman csodálatos élete | Look, Up in the Sky: The Amazing Story of Superman | Nem        | Igen       | Nem        | dokumentumfilm                    |
| 2007 |                                                 | Color Me Olsen                                     | Nem        | Igen       | Nem        | rövidfilm                         |
| 2007 | Adsz vagy kapsz                                 | Trick 'r Treat                                     | Nem        | Igen       | Nem        |                                   |
| 2008 | Valkűr                                          | Valkyrie                                           | Igen       | Igen       | Nem        |                                   |
| 2011 | X-Men: Az elsők                                 | X-Men: First Class                                 | Nem        | Igen       | Sztori     |                                   |
| 2013 | Az óriásölő                                     | Jack the Giant Slayer                              | Igen       | Igen       | Nem        |                                   |
| 2013 |                                                 | Uwantme2killhim?                                   | Nem        | Igen       | Nem        |                                   |
| 2014 | X-Men: Az eljövendő múlt napjai                 | X-Men: Days of Future Past                         | Igen       | Igen       | Nem        |                                   |
| 2014 | Deborah Logan pokolra szállása                  | The Taking of Deborah Logan                        | Nem        | Igen       | Nem        |                                   |
| 2016 | X-Men: Apokalipszis                             | X-Men: Apocalypse                                  | Igen       | Igen       | Sztori     |                                   |
| 2018 | Bohém rapszódia                                 | Bohemian Rhapsody                                  | Igen       | Vezető     | Nem        | Dexter Fletcher vette át a helyét |

Filmszínész
| Év   | Magyar cím                      | Eredeti cím                | Szerep                      | Megjegyzések            |
| ---- | ------------------------------- | -------------------------- | --------------------------- | ----------------------- |
| 1988 |                                 | Lion's Den                 | Michael                     | rövidfilm               |
| 1996 |                                 | Cannes Man                 | önmaga                      |                         |
| 1999 | Egy film rendezőt keres         | The Book That Wrote Itself | önmaga                      |                         |
| 2002 | Star Trek – Nemezis             | Star Trek: Nemesis         | Kelly                       |                         |
| 2003 | X-Men 2.                        | X2                         | biztonsági őr (cameo)       | stáblistán nem szerepel |
| 2014 | X-Men: Az eljövendő múlt napjai | X-Men: Days of Future Past | férfi kis kamerával (cameo) | stáblistán nem szerepel |
| 2016 | X-Men: Apokalipszis             | X-Men: Apocalypse          | biztonsági őr (cameo)       | stáblistán nem szerepel |